# Cratere Bilharz
Bilharz è un cratere lunare di 44,55 km situato nella parte sud-orientale della faccia visibile della Luna.